# Aplopocranidium
Aplopocranidium is een geslacht van Phasmatodea uit de familie Phasmatidae. De wetenschappelijke naam van dit geslacht is voor het eerst geldig gepubliceerd in 2004 door Zompro.

## Soorten
Het geslacht Aplopocranidium is monotypisch en omvat slechts de volgende soort:
- Aplopocranidium waehneri (Günther, 1940)